# Augustin Fresnel
Augustin-Jean Fresnel (pronunciado [fʁɛnɛl] en francés) (10 de mayo de 1788 - 14 de julio de 1827) fue un físico e ingeniero francés que contribuyó significativamente a la teoría ondulatoria de la luz. Fresnel estudió el comportamiento de la luz tanto teórica como experimentalmente.
Es principalmente conocido por inventar la lente de Fresnel catadióptrica (reflectante/refractiva) y por ser pionero en el uso de lentes "escalonadas" para ampliar la visibilidad de los faros, salvando innumerables vidas en el mar. La lente escalonada dióptrica (puramente refractiva) más simple, propuesta por primera vez por el conde Buffon  y reinventado de forma independiente por Fresnel, se utiliza en amplificadores de pantalla y en lentes de condensador para retroproyectores.
Al expresar el principio de ondas secundarias de Huygens y el principio de interferencia de Young en términos cuantitativos, y suponiendo que los colores simples consisten en ondas sinusoidales, Fresnel dio la primera explicación satisfactoria de la difracción por bordes rectos, incluida la primera explicación satisfactoria basada en ondas de propagación rectilínea. Parte de su argumento era una prueba de que la suma de funciones sinusoidales de la misma frecuencia pero con diferentes fases es análoga a la suma de fuerzas con diferentes direcciones. Suponiendo además que las ondas de luz son puramente transversales, Fresnel explicó la naturaleza de polarización, el mecanismo de polarización cromática y los coeficientes de transmisión y reflexión en la interfaz entre dos medios isotrópicos transparentes. Luego, al generalizar la relación dirección-velocidad-polarización para la calcita, tuvo en cuenta las direcciones y polarizaciones de los rayos refractados en cristales doblemente refractivos de la clase biaxial, aquellos para los que los frentes de onda secundarios de Huygens no son axisimétricos. El período entre la primera publicación de su hipótesis de onda transversal pura y la presentación de su primera solución correcta al problema biaxial fue de menos de un año.
Más tarde, acuñó los términos polarización lineal, polarización circular y polarización elíptica, explicó cómo la rotación óptica podría entenderse como una diferencia en las velocidades de propagación para las dos direcciones de polarización circular y, al permitir que el coeficiente de reflexión sea complejo, explicó el cambio en la polarización debido a la reflexión interna total, como se explota en el rombo de Fresnel. Los defensores de la teoría corpuscular establecida no pudieron igualar sus explicaciones cuantitativas de tantos fenómenos sobre tan pocos supuestos.
Fresnel tuvo una batalla de por vida contra la tuberculosis, a la que sucumbió a la edad de 39 años. Aunque no se convirtió en una celebridad pública en su vida, vivió lo suficiente para recibir el debido reconocimiento de sus compañeros, incluido, en su lecho de muerte, el Medalla Rumford de la Royal Society of London, y su nombre es omnipresente en la terminología moderna de la óptica y las ondas. Después de que la teoría ondulatoria de la luz fuera incluida en la teoría electromagnética de Maxwell en la década de 1860, se desvió cierta atención de la magnitud de la contribución de Fresnel. En el período entre la unificación de la óptica física de Fresnel y la unificación más amplia de Maxwell, una autoridad contemporánea, Humphrey Lloyd, describió la teoría de ondas transversales de Fresnel como "el tejido más noble que jamás haya adornado el dominio de la ciencia física, con la única excepción del sistema del universo de Newton".

## Biografía
Fresnel, hijo del arquitecto Jacques Fresnel y  de Augustine Mérimée, nació en Broglie (Eure). Era sobrino del pintor e industrial químico Léonor Mérimée, y en consecuencia primo del arqueólogo y escritor Prosper Mérimée. Su aprendizaje fue lento, y todavía era incapaz de leer cuando contaba con ocho años de edad. Fue educado en el estricto código de la doctrina jansenista, lo que afectaría a su carácter durante el resto de su vida. A los trece años entró en la École Centrale de Caen, y a los dieciséis en la École Polytechnique, donde finalizó sus estudios con honores. Posteriormente se graduó en la École nationale des ponts et chaussées. Trabajó como ingeniero en las regiones de Vendée, Drôme e Ille-et-Vilaine; pero tras apoyar a los Borbones en 1814 perdió su cargo cuando Napoleón volvió al poder.

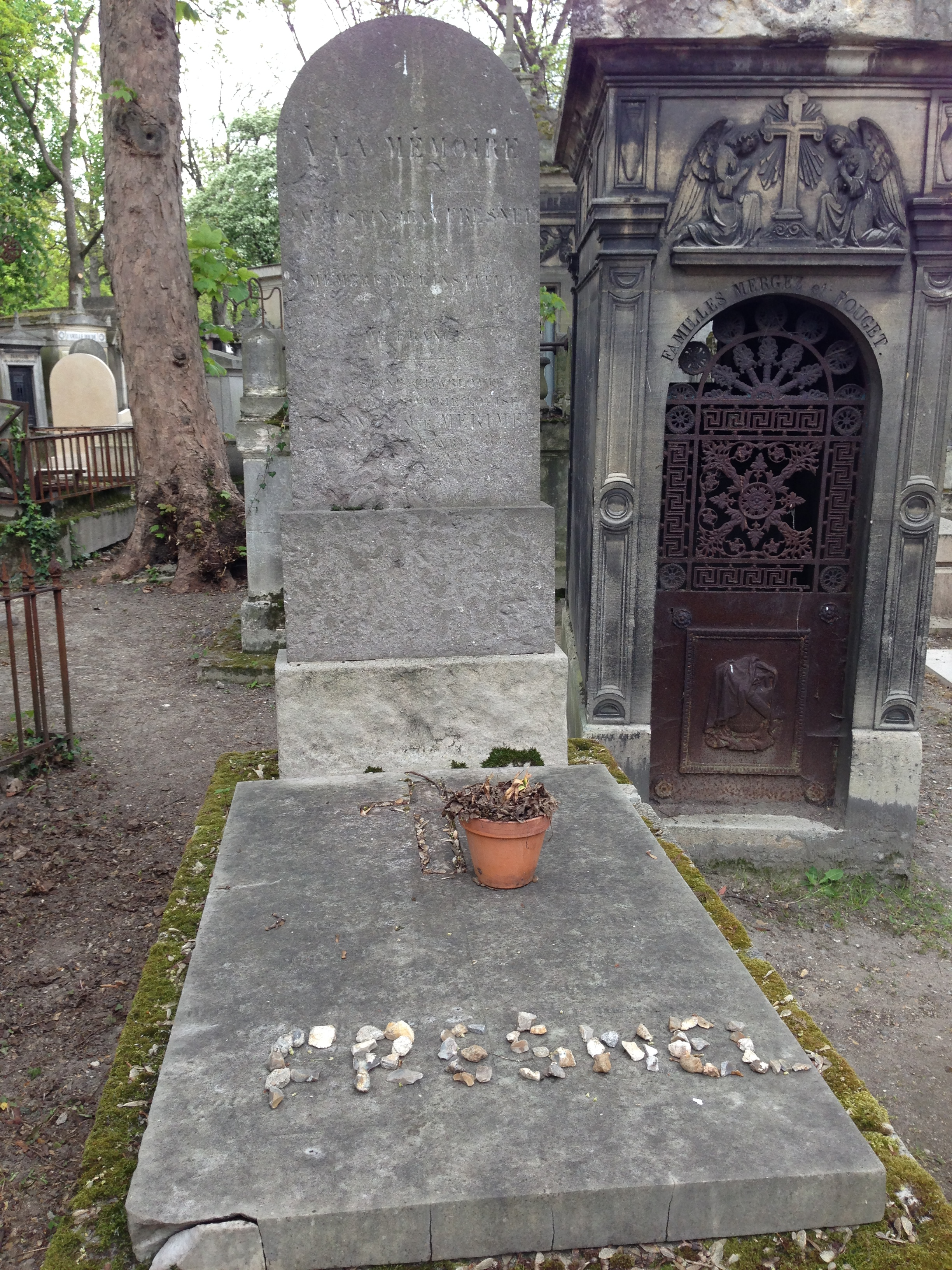
Tumba de Fresnel en el cementerio del Père-Lachaise.

En la segunda restauración monárquica obtuvo un puesto como ingeniero en París, donde pasaría la mayor parte de su vida. Sus investigaciones en óptica, que continuaría hasta su muerte, parece que empezaron en el año 1814, cuando escribió el borrador de un ensayo sobre la aberración óptica que, sin embargo, no se publicaría.
En 1818 escribió una memoria sobre la difracción de la luz por la que se le otorgaría al año siguiente el premio de la Academia francesa de ciencias de París, convirtiéndose en involuntario protagonista de la enconada polémica científica entre los partidarios de la teoría corpuscular de la luz (capitaneados por Siméon Denis Poisson) y los partidarios de la teoría ondulatoria (defendida por el propio Fresnel). La disputa se saldó a favor de estos últimos (ver la entrada "Poisson. Punto de vista erróneo sobre la teoría ondulatoria de la luz"), gracias a un sencillo experimento de resultado sorprendente que había sido propuesto por Poisson precisamente para desacreditar a Fresnel, y que sirvió para todo lo contrario. Este experimento, materializado por François Arago (presidente del jurado que tenía que entregar el premio), fue conocido posteriormente como "punto de Arago".
En 1819 fue nombrado comisionado para los faros, para los que inventó un tipo especial de lentes, llamadas lentes de Fresnel, que sustituirían a los espejos. En 1823 fue nombrado unánimemente miembro de la academia y en 1825 pasó a ser miembro de la Royal Society de Londres, que en 1827, cuando se enfrentaba a la enfermedad que acabaría con su vida, le premió con la Medalla Rumford. Falleció de tuberculosis en Ville-d'Avray, cerca de París. Sus restos están enterrados en el cementerio del Père-Lachaise de París.
Sus trabajos en óptica recibieron durante su vida poco reconocimiento público, y algunos de sus escritos no fueron publicados por la Académie des Sciences hasta mucho después de su muerte. Pero, como escribió a Young en 1824: 

"Todos los cumplidos recibidos de Arago, Laplace y Biot nunca me dieron tanto placer como el descubrimiento de la verdad teórica o la confirmación de un cálculo por un experimento”.

### Familia
Augustin-Jean Fresnel, también llamado Augustin Jean o simplemente Augustin, nacido en Broglie, Normandía, el 10 de mayo de 1788, fue el segundo de los cuatro hijos del arquitecto Jacques Fresnel (1755–1805) y su esposa Augustine, de soltera Mérimée (1755–1833). En 1790, después de la Revolución , Broglie pasó a formar parte del departamento de Eure. La familia se mudó dos veces: en 1789/90 a Cherburgo, y en 1794 a la ciudad natal de Jacques, Mathieu, donde Madame Fresnel pasaría 25 años como viuda, sobreviviendo a dos de sus hijos.
El primer hijo, Louis (1786–1809), fue admitido en la École Polytechnique y se convirtió en teniente de artillería y murió en acción en Jaca, España, el día antes de cumplir 23 años. El tercero, Léonor (1790–1869), siguió a Agustín en la ingeniería civil, lo sucedió como secretario de la Comisión del Faro, y ayudó a editar sus obras completas. El cuarto, Fulgence Fresnel (1795–1855), se convirtió en un destacado lingüista, diplomático y orientalista, y ocasionalmente ayudaba a Agustín en las negociaciones. Fulgence murió en Bagdad en 1855 después de haber liderado una misión para explorar Babilonia. Léonor aparentemente fue el único de los cuatro que se casó.
El hermano menor de su madre, Jean François "Léonor" Mérimée (1757–1836), padre del escritor Prosper Mérimée (1803–1870), fue un pintor que centró su atención en la química de la pintura. Se convirtió en secretario permanente de la École des Beaux-Arts y (hasta 1814) profesor en la École Polytechnique, y fue el punto de contacto inicial entre Agustín y los principales físicos ópticos de la época.

### Educación
Los hermanos Fresnel fueron inicialmente educados en casa por su madre. El enfermizo Agustín era considerado el lento, poco inclinado a la memorización; pero se discute la popular historia de que apenas empezó a leer hasta los ocho años. A la edad de nueve o diez años no se distinguía excepto por su habilidad para convertir las ramas de los árboles en arcos de juguete y pistolas que funcionaban demasiado bien, ganándose el título de l'homme de génie (el hombre de genio) de su cómplices, y una reprensión unida de sus mayores.
En 1801, Augustin fue enviado a la École Centrale en Caen, como compañía de Louis. Pero Agustín levantó su rendimiento: a fines de 1804 fue aceptado en la École Polytechnique, quedando en el puesto 17 en el examen de ingreso. Como los registros detallados de la École Polytechnique comienzan en 1808, sabemos poco del tiempo que Agustín pasó allí, excepto que hizo pocos o ningún amigo y, a pesar de su continua mala salud, sobresalió en dibujo y geometría: en su primer año se llevó un premio por su solución a un problema de geometría planteado por Adrien-Marie Legendre. Graduado en 1806, luego se matriculó en la Escuela Nacional de Puentes y Caminos, también conocida como "ENPC" o "École des Ponts", de la que se graduó en 1809, entrando al servicio del Corps des Ponts et Chaussées como ingénieur ordinaire aspirant (ingeniero ordinario en formación) . Directa o indirectamente, permanecería al servicio del "Corps des Ponts" por el resto de su vida.

### Formación religiosa
Los padres de Augustin Fresnel eran católicos de corriente jansenista, caracterizada por una visión agustiniana extrema del pecado original. La religión ocupó el primer lugar en la educación de los niños en el hogar. Supuestamente, Mme Fresnel dijo en 1802:

Ruego a Dios que le dé a mi hijo la gracia para emplear los grandes talentos que ha recibido, en su propio beneficio y para el Dios de todos. Mucho se le pedirá a aquel a quien mucho se le ha dado, y más se le exigirá a quien más haya recibido.

Agustín también fue jansenista. De hecho, consideraba sus talentos intelectuales como dones de Dios, y consideraba su deber usarlos en beneficio de los demás. Acosado por la mala salud y decidido a cumplir con su deber antes de que la muerte lo frustrara, rehuía los placeres y trabajaba hasta el agotamiento. Según su colega ingeniero Alphonse Duleau, quien ayudó a cuidarlo durante su última enfermedad, Fresnel vio el estudio de la naturaleza como parte del estudio del poder y la bondad de Dios. Colocó la virtud por encima de la ciencia y el genio. Sin embargo, en sus últimos días necesitaba "fuerza de alma", no solo contra la muerte, sino contra "la interrupción de los descubrimientos... de los que esperaba derivar aplicaciones útiles".
La Iglesia católica considera el jansenismo como una herejía, y esto puede ser parte de la explicación de por qué Fresnel, a pesar de sus logros científicos y sus credenciales monárquicas, nunca obtuvo un puesto docente académico permanente; su única cita docente fue en el Ateneo en el invierno de 1819-1820. Sea como fuere, el breve artículo sobre Fresnel en la antigua Enciclopedia Católica no menciona su jansenismo, pero lo describe como "un hombre profundamente religioso y notable por su agudo sentido del deber".

## Investigaciones

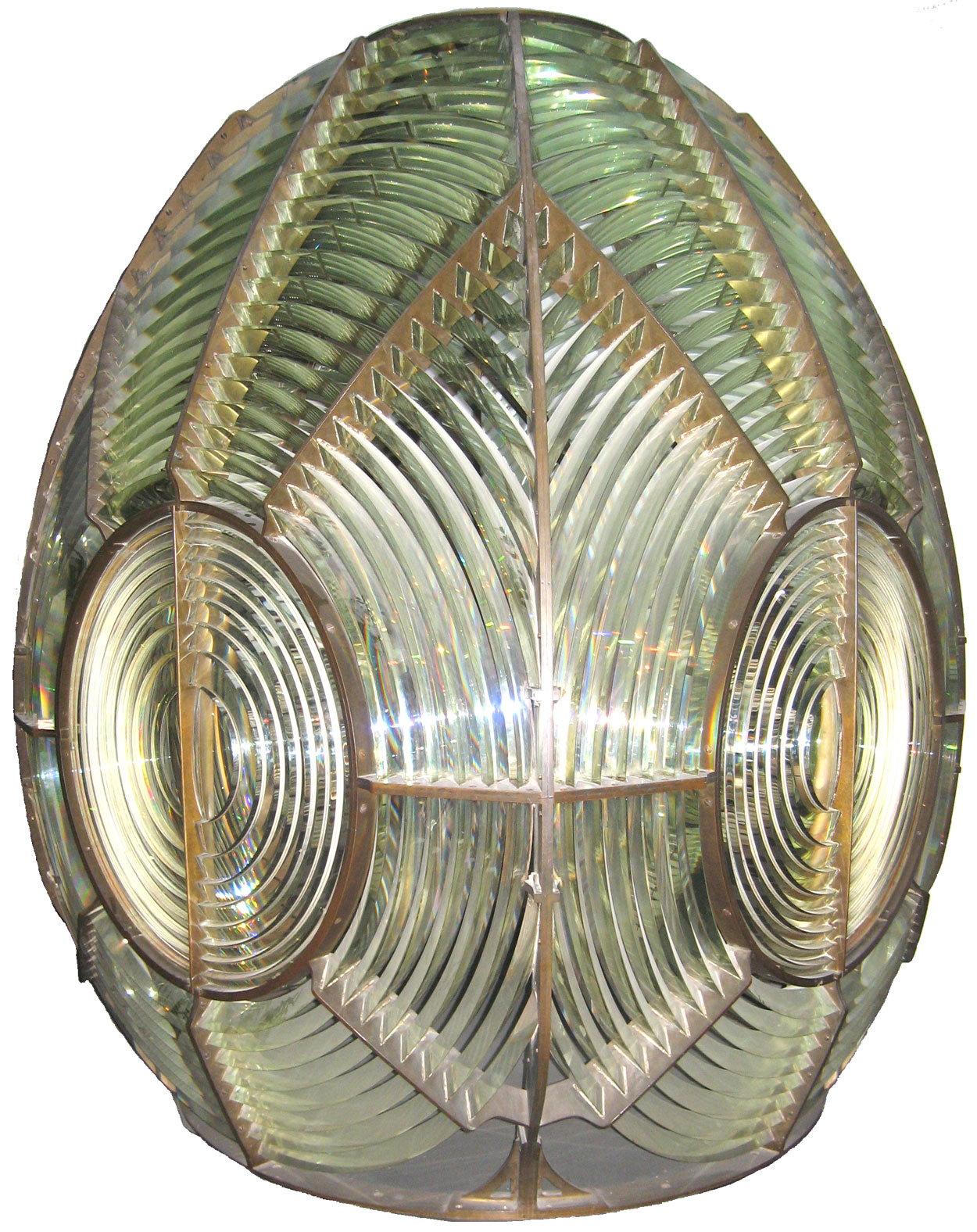
Lente "escalonada" de Fresnel, utilizada para equipar faros sustituyendo a los anteriores sistemas de espejos.

Diagrama de un rombo de Fresnel (en color azul). La luz entrante, polarizada linealmente a 45 ° con respecto al plano de incidencia (a lo largo de la página) tiene la fase relativa de sus componentes de polarización s y p alterada mediante dos reflexiones, la salida proporciona un haz de luz polarizado circularmente.

- Sus descubrimientos y deducciones matemáticas, fundamentadas en el trabajo experimental de Thomas Young, extendían el principio de Huygens a más fenómenos ópticos.
- En 1818, propuso un experimento para medir la velocidad a la que la luz atravesaba un líquido en movimiento. Cuando en 1851 el físico francés Hippolyte Fizeau llevó a cabo el experimento, comprobó que la velocidad a la que la luz atravesaba el líquido en movimiento no era la esperada, dando uno de los primeros indicios experimentales de lo que se revelaría a comienzos del siglo XX como la teoría de la relatividad.
- Su empleo de dos espejos metálicos planos, que formaban entre sí un ángulo de casi 180°, le permitieron evitar los efectos de la difracción causados por las aperturas en el experimento de Grimaldi sobre la interferencia. Esto le permitió conjuntar la teoría de ondas con el fenómeno de la interferencia.
- Estudió las leyes de la interferencia de los rayos polarizados con François Arago. Obtuvo luz con polarización circular mediante cristales romboidales, conocidos como “rombos de Fresnel”, que tenían ángulos obtusos de 126° y agudos de 54°. Las leyes de Fresnel-Arago son tres principios que resumen algunas de las propiedades más importantes de la interferencia entre rayos de luz con diferentes estados de polarización. Las leyes son las siguientes:[32]
  - Dos ondas de luz ortogonales, coherentes y linealmente polarizadas no pueden interferir entre sí.
  - Dos ondas de luz paralelas, coherentes y linealmente polarizadas interferirán en la misma forma que la luz natural.
  - Los dos estados ortogonales linealmente polarizados constituyentes de la luz natural no pueden interferir para formar un patrón de interferencia fácilmente observable, incluso si se gira en su alineación (porque son incoherentes).
- Quizás es más conocido del público por ser el inventor de la lente de Fresnel, que se usó por primera vez en 1823 en el faro de Cordouan cuando trabajaba para la Comisión de Faros, y que hoy en día se encuentra en muchas aplicaciones.

## Reconocimientos

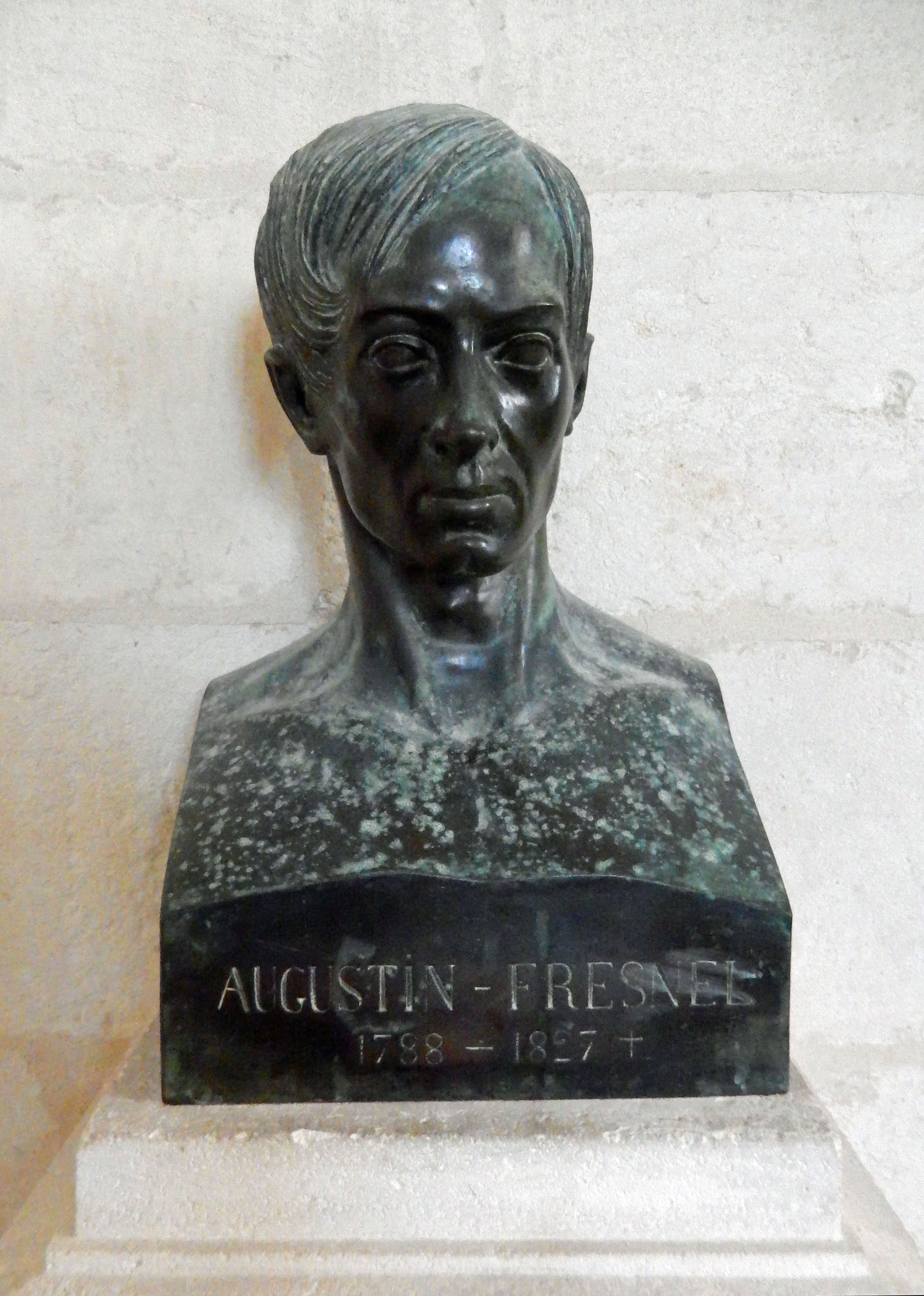
Busto de Fresnel en el Faro de Cordouan

- Miembro de la Academia Francesa de Ciencias en 1823.
- Miembro de la Royal Society de Londres en 1825.
- Medalla Rumford en 1827.
- Es uno de los 72 científicos cuyo nombre figura inscrito en la Torre Eiffel.